# Anthony Stacey
Anthony Allen Stacey (Elyria, Ohio, 25 de mayo de 1977) es un exjugador de baloncesto estadounidense, con pasaporte español, que ha jugado en España durante 9 temporadas participando en la liga ACB y la Liga LEB.

## Trayectoria
Stacey ha pasado la mayor parte de su carrera en España, principalmente en la Liga LEB; puesto que desde que llegó a Drac Inca en el año 2000 procedente de la Universidad de Bowling Green, ha disputado siete temporadas en la segunda categoría del baloncesto español.
Su carrera ha transcurrido por Inca, Manresa, Murcia, inicio de la temporada en el Lucentum (ACB) para volver a LEB con Algeciras -donde repitió un año-, regresó a Inca y Melilla en 2007.